# Trpimir I
Trpimir I – książę Chorwacji Dalmatyńskiej panujący od ok. 845/852 do 864; założyciel dynastii Trpimirowiczów – narodowej dynastii chorwackiej.

## Życiorys
Nie wiadomo czy Trpimir przejął władzę po swoim poprzedniku Misławie, czy też został wybrany w drodze elekcji. Był pierwszym władcą, który nazwał siebie księciem (chorw. knez) lub wojewodą (chorw. vojvoda) Chorwatów (łac. Chroatorum dux). Swoje siedziby miał w Klisie, Bijaći i, być może, w Kninie. Panowanie tego władcy przyniosło komplikacje polityczne, które charakteryzowały przez dłuższy czas losy państwa Chorwatów. Książę pozostawał pod formalnym zwierzchnictwem Franków (strefą wpływów papiestwa rzymskiego), zarazem musiał również utrzymywać stosunki z Bizancjum, które w latach 40., a następnie ponownie w latach 60., podejmowało starania o umocnienie swej pozycji nad Morzem Adriatyckim poprzez ustanowienie tzw. temu (jednostki administracyjno-wojskowej) o nazwie Dalmacja.
W pierwszej połowie IX w. w siłę urosła Wenecja – prowincja bizantyjska nad Morzem Adriatyckim. Flota wenecka zyskiwała na znaczeniu coraz częściej zapuszczając się w rejony Dalmacji, gdzie dochodziło do konfliktów z Chorwatami i Neretwianami. W 841 r. po raz pierwszy na wody Adriatyku wpłynęła arabska flota wojenna. Arabowie rozbili flotę wenecko-bizantyjską i dokonali grabieży kilku miast i wysp. Od tego czasu Adriatyk stał się areną stałych konfliktów różnych sił, walczących o przewagę w żegludze i handlu. Klęskę floty bizantyjsko-weneckiej wykorzystał książę Trpimir, który z sukcesem walczył przeciwko bizantyjskiemu Zadarowi, a jego okręty docierały do okolic Wenecji. Nie można jednak potwierdzić, że Trpimir miał cokolwiek wspólnego z grabieżą miasta Caorle pod Wenecją, której podjęli się Chorwaci w 846 r.
Na dworze w Klisie przebywał, w latach 846–848, saksoński benedyktyn, teolog, Gotszalk z Fuldy, który został wyklęty przez zachodnie duchowieństwo za propagowanie dogmatu o predestynacji. W swoim dziele, pt. De Trina Deitate, nazwał Trpimira mianem rex sclavorum (król słowiański), co wcale nie musi oznaczać faktycznego statusu króla, jednak świadczy o sile jego władzy i niezależności. Duchowny wspomina również o wygranej bitwie z "narodem Greków" – prawdopodobnie chodziło o wyprawę bizantyjską, choć nie zostało to ostatecznie potwierdzone. Wyprawa odbyła się ok. 846 r., kiedy to książę zaatakował posiadłości greckie i przypuszczalnie uzależnił od siebie romańskie miasta Split i Trogir.
Ok. 850 r., za panowania Trpimira, po raz pierwszy w ówczesnych źródłach pojawia się nazwa miasta Dubrownik.
W odwecie za pomoc Ludwikowi II Niemieckiemu oraz za odebranie Bułgarom Chorwacji Posawskiej, w 852, Chorwatów najechał bułgarski chan, Borys, lecz Trpimir zdołał odeprzeć atak i zawrzeć korzystny układ pokojowy. W ten sposób książę, chociaż formalnie wciąż podlegał państwu wschodniofrankijskiemu, spowodował, że księstwo Chorwackie zaczęło odgrywać ważną rolę w rejonie Morza Adriatyckiego.
Księciu chorwackiemu przypisywana jest fundacja pierwszego klasztoru benedyktyńskiego w Rižinicach. Nadał w ten sposób kierunek kulturalnego i oświatowego rozwoju swego państwa. Biorąc pod uwagę znaczenie zakonu św. Benedyktyna w dziejach kultury chorwackiej akt ten ma znaczenie niebagatelne. Trzeba jednak brać pod uwagę możliwość, iż klasztor ufundował jeden z następców Trpimira.
W 852 r. Trpimir sporządził akt darowizny, w którym potwierdził splickiemu arcybiskupowi, Petarowi, prawo własności kościoła św. Jerzego na Putelju pod Splitem (Kaštela). Przekazał mu również dziesięcinę swojego majątku, jako podziękowanie za pewną sumę srebra, którą arcybiskup przekazał na klasztor w Rižinicach. W dokumencie tym, pisanym po łacinie, Trpimir sam nazywa siebie "z Bożej łaski księciem Chorwatów" (Dux Chroatorum iuvatus munere divino), co można tłumaczyć jako dowód na jego autonomiczny status. Odejście od kwalifikacji terytorialnej (Dalmacja) na rzecz etnicznej (Chorwaci), świadczy o potędze chorwackiego władcy. Jest to również pierwsza w historii informacja zawierająca nazwę Chorwacji.
W latach 60. IX w. doszło do konfliktu o podział kompetencji w Kościele między papieżem Rzymu a patriarchą Konstantynopola. Arcybiskup Splitu zdecydował się (za zgodą papiestwa) na pozostanie przy patriarsze Konstantynopola, a następnie wyraził Trpimirowi zgodę na utworzenie pierwszego chorwackiego biskupstwa w Ninie, podległego Akwilei (której przysługiwało prawo prowadzenia misji na tym terenie). To wydarzenie rozpoczęło okres kilkudziesięciu lat rywalizacji biskupstwa w Ninie i arcybiskupstwa w Splicie. Niewykluczone, że Trpimir dostrzegał konieczność włączenia do swego państwa prestiżowego, nominalnie bizantyjskiego miasta – Splitu, dziedziczącego tradycje starożytnej Salony. Być może to było jedną z przyczyn umiejscowienia swojej głównej siedziby w Klisie, na wzgórzu, z którego rozciągał się widok na Split.
Trpimir pozostawił po sobie najprawdopodobniej trzech synów: Petara, Zdesława i Muncimira – jeśli imię Petar nie było drugim imieniem jednego z dwóch ostatnich. Paradoksalnie wzrost znaczenia władzy książęcej za czasów Trpimira przyczynił się do destabilizacji państwa po jego śmierci, kiedy to państwo chorwackie wkroczyło w okres walk wewnętrznych między potomkami władcy (stronnikami Bizancjum) i książętami: Domagojem i Branimirem – zwolennikami papiestwa w Rzymie. Ostatecznie władzę przejął Domagoj z plemienia Neretwian.